# Anne Dacier

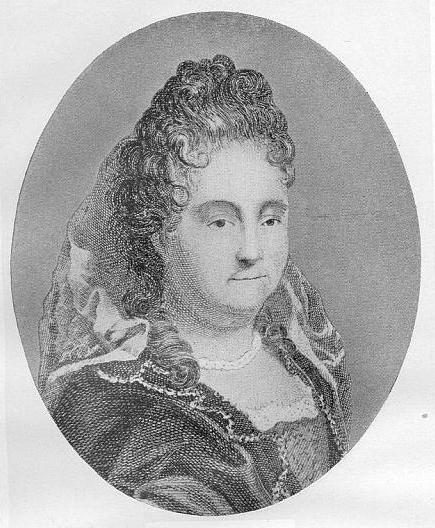
Anne Dacier

Anne Dacier z domu Le Fèvre, znana także jako Madame Dacier (ur. marzec 1654, zm. 17 sierpnia 1720) – filolog klasyczna i tłumaczka literatury greckiej na język francuski.
Była sławna w całej Europie. Przełożyła m.in. Iliadę, Odyseję, Plauta, Terencjusza, Arystofanesa, Safonę, Anakreonta, Horacego. Wraz z mężem, André Dacierem (również filologiem klasycznym i tłumaczem), redagowała wydania ad usum Delphini.